# Пенчо Данчев
Пенчо Иванов Данчев (8 февруари 1915 – 14 ноември 1989) е български литературен критик, професор. Дългогодишен преподавател по диалектически и исторически материализъм и естетика във ВИТИЗ „Кръстьо Сарафов“.

## Биография
Роден е в с. Търново-Сеймен (днешен Симеоновград). Завършва гимназия в Пловдив, следва сравнителна история на славянските литератури в Карловия университет в Прага (1938 – 1939), който е принуден да напусне при окупирането на Чехословакия от германските войски. Завършва славянска филология в Софийския университет „Климент Охридски“ (1942). Работи като учител в Ботевград (1943 – 1944) и София (1944). Участник в антифашистката съпротива. Редактор в издателството на БКП (1944 – 1947). В периода 1947 – 1952 г. е във в. „Литературен фронт“, а през 1969 – 75 г. е заместник главен редактор на сп. „Септември“. Доцент от 1948 г. и професор от 1954 г. по диалектически и исторически материализъм и естетика във ВИТИЗ.
Като литературен историк проявява интерес към революционно-борческата линия в българската поезия (Христо Ботев, Христо Смирненски, Никола Вапцаров). Изследванията за П. К. Яворов бележат постепенно придвижване към тезата за неделимост на Яворовата личност и творчество. Следи и своевременно се изказва по въпроси на текущата литературна действителност, отбелязва проявите на мнозина съвременни автори, предимно поети. Публикува статии за Никола Фурнаджиев, Христо Радевски, Радой Ралин, Пеньо Пенев, Веселин Андреев, Павел Матев, Георги Джагаров, Младен Исаев, Веселин Ханчев, Иван Давидков и др. До края на 70-те години активно оценява развитието на младата българска поезия.

## Творчество
- 1949 г. Индивидуализмът в българската литература.
- 1951 г. Съвременни български поети. Литературно-критически статии.
- 1955 г. Въпроси на литературата и изкуството.
- 1960 г. Въпроси на марксистко-ленинската естетика.
- 1962 г. Писатели и време. Литературно-критически статии.
- 1964 г. Социалистическият реализъм.
- 1965 г. Естетика. Литературна критика. Избрани произведения.
- 1970 г. Критика и естетика.
- 1973 г. Литература, общество, изкуство. Теоретико-естетическо изследване.
- 1973 г. Съвременни проблеми и автори.
- 1975 г. Избрани произведения. В 2 тома.
- 1976 г. Чертите на гения. Очерк.
- 1977 г. Обречени на безсмъртие. Ботев, Яворов, Смирненски, Вапцаров. Литературно-критически очерци.
- 1978 г. Яворов. Творчески път. Поетика.
- 1979 г. Преди и след разстрела. Творчески портрет на Н. Й. Вапцаров.
- 1985 г. Избрани произведения. В 3 тома.
- 1989 г. Критика. Полемика. Литературно-критически статии.